# ろくなもんじゃねえ
「ろくなもんじゃねえ」は、日本のシンガーソングライターである長渕剛の16枚目のシングル曲。
1987年5月25日に東芝EMIのエキスプレスレーベルからリリースされた。作詞・作曲およびプロデュースは長渕、編曲は瀬尾一三および長渕が担当している。
十代の頃の鬱屈とした感情を吐露した曲であり、アコースティック・ギターを全面に出したフォークロックナンバー。長渕主演のTBS系テレビドラマ『親子ジグザグ』（1987年）の主題歌として使用され、オリコンチャートでは最高位3位と「GOOD-BYE青春」（1983年）以来のトップ10入りを果たした。
オリジナル・アルバム『LICENSE』（1987年）からの先行シングル。それ以降では、ベスト・アルバム『SINGLE COLLECTION』（1988年）、『SINGLES Vol.2 (1983〜1988)』（1997年）、『BEST〜空〜』（2002年）、『Tsuyoshi Nagabuchi All Time Best 2014 傷つき打ちのめされても、長渕剛。』（2014年）に収録されている。

## 音楽性
前作に続く、十代の頃の挫折や苦悩により、鬱積した感情を歌い上げている曲。アコースティック・ギター、ピアノがメインとなったアレンジとなっている。
音楽情報サイト『CDジャーナル』では、「その詞世界には、意地っ張りで不器用な彼の人間性が如実に表われている。そんなところに思わず共感してしまう人も少なくないはず」、「夢中でしがみついたものに裏切られた傷心を吐露したやさぐれ加減の“ろくなもんじゃねぇ！”の叫び声には、世知辛さが染み込んでいる」と表記されている。

## リリース
1987年5月25日に東芝EMIのエキスプレスレーベルよりリリースされた。
B面収録の「勇次」は1987年1月12日の日本武道館でのライブ音源が収録されている。ベストアルバム『SINGLES Vol.2 (1983〜1988)』（1997年）には"'85武道館ライブ"と掲載されているが、正確には"'87武道館ライブ"と書くのが正解である。

## 批評
| 専門評論家によるレビュー | 専門評論家によるレビュー |
| レビュー・スコア         | レビュー・スコア         |
| 出典                     | 評価                     |
| ------------------------ | ------------------------ |
| CDジャーナル             | 肯定的                   |

音楽情報サイト『CDジャーナル』では、「イントロと間奏の「ぴいぴいぴい」はあまりにも有名。長渕節が炸裂した、男気あふれる哀愁歌」、「“ぴいぴいぴい”のコーラスやハーモニカも印象深い」と評されている。

## チャート成績
オリコンチャートでは最高位3位、登場回数19回となり、売り上げ枚数は27.3万枚となった。
前作「SUPER STAR」（1986年）に続いて自身が主演したテレビドラマ主題歌となったが、前作を遥かに凌ぐヒットとなった。音楽番組『ザ・ベストテン』（1978年 - 1989年、TBS系列）などの歌謡曲ランキングでは年間チャートベスト20以内にランクインした。

## 受容
- このシングルのヒットに伴い、かつて顔が似ているといわれた所以か、バラエティ番組『オレたちひょうきん族』（1981年 - 1989年、フジテレビ系列）において、お笑い芸人の明石家さんまが長渕のパロディを演じていた。
- 嘉門達夫の替え唄メドレーにも使われ、その際には「ぴぃぴぃぴぃ…ポケットベルじゃねぇ」と脚色された。
- 上田晋也が好きな楽曲。高校3年時に見たコンサートで、この曲を歌い終えた長渕が客席に向けて投げたハーモニカを上田が獲得したためである[3]。そのため、テレビ朝日系列バラエティ番組『くりぃむナントカ』（2004年 - 2008年）で2007年に放送された企画コーナー「第2回長渕ファン王決定戦」において、長渕本人が出演した際に同曲を演奏した。また、同年に長野での長渕のライブを観覧しに行っていた上田に対し、突如長渕は「今日は友達が東京から来てる」と発言し上田をステージ上に招き本曲を共に歌唱した[3]。

## ライブ・パフォーマンス
本作に関するテレビ出演は、1987年6月18日にTBS系音楽番組『ザ・ベストテン』（1978年 - 1989年）においてランキング1位での出演、さらに同年12月24日にも出演したが、ライブ・ビデオ『LICENSE』編集中のためVTRのみとなった。
同年12月31日にはTBS系音楽番組『輝く!日本レコード大賞』（1959年 - ）においてアルバム大賞受賞者として出演、本曲と「LICENSE」を歌唱した。
ライブでの演奏は、本曲が収録されたアルバム『LICENSE』を引っ提げてのライブツアー「LIVE'87 LICENSE」、翌1988年のライブツアー「LIVE'88 NEVER CHANGE」、翌々1989年の「LIVE'89 昭和」にてセットリストに組み込まれていたものの、「JEEPTOUR90-91」で演奏されたのを最後に以後のライブではほとんど演奏されなかった。その後、2000年5月に大阪城ホールと日本武道館にて開催されたライブイベント「LIVE ONLY 2X2 an unplugged」において久しぶりに演奏され、以後2002年のライブイベント「YOKOHAMA Stadium Live 2002.9.7」、2007年のライブツアー「COME ON STAND UP! 2007 ARENA TOUR」、2009年のライブツアー「Tsuyoshi Nagabuchi Acoustic Live 30th Anniversary」、2010年のライブツアー「TSUYOSHI NAGABUCHI ARENA TOUR 2010 - 2011 "TRY AGAIN"」、2015年のライブツアー「HALL TOUR 2015 "ROAD TO FUJI"」、2017年の年越しカウントダウンライブ「TSUYOSHI NAGABUCHI WELCOME TO MY HOMETOWN PREMIUM LIVE AT KAGOSHIMA ARENA」等において演奏された。

## メディアでの使用
長渕本人も出演したTBS系テレビドラマ『親子ジグザグ』（1987年）の主題歌として使用された。このドラマは前作『親子ゲーム』をスケールアップさせた内容だが、共演は後に妻となる志穂美悦子ではなく安田成美となっている。

## カバー
- 内藤やす子 - 『SONGS II』（1988年）、『全曲集～想い出ぼろぼろ～』（2000年）
- cune - 『Hey ANIKI!』（2004年）

## シングル収録曲
| 全作詞・作曲: 長渕剛。 |                                                     |           |            |                  |      |
| #                      | タイトル                                            | 作詞      | 作曲・編曲 | 編曲             | 時間 |
| 1.                     | 「ろくなもんじゃねえ」                              | 長渕剛    | 長渕剛     | 瀬尾一三、長渕剛 | 4:08 |
| 2.                     | 「勇次（1987 1.12日本武道館ライヴ・ヴァージョン）」 | 長渕剛    | 長渕剛     |                  | 5:58 |
| 合計時間:              | 合計時間:                                           | 合計時間: | 10:06      |                  |      |

## 収録作品
スタジオ音源
- 『LICENSE』（1987年）
- 『SINGLE COLLECTION』（1988年）
- 『SINGLES Vol.2 (1983〜1988)』（1997年）
- 『BEST〜空〜』（2002年）
- 『Tsuyoshi Nagabuchi All Time Best 2014 傷つき打ちのめされても、長渕剛。』（2014年）

ライブ音源
- 『長渕剛LIVE'89』（1990年） - 1989年7月13日、7月14日の横浜アリーナ公演から収録されている。

ライブ映像
- 『LICENSE』（1988年）
- 『LIVE ONLY 2×2 an unplugged』（2000年）